# Легка атлетика на Літній універсіаді 1985
Змагання з легкої атлетики на Літній універсіаді 1985 проходили з 29 серпня до 4 вересня в Кобе на Меморіальному стадіоні.
До програми змагань Універсіади були додані дві нових жіночих дисципліни — біг на 10000 метрів та спортивна ходьба на 5000 метрів.

## Призери

### Чоловіки
| Дисципліни                | Золото                                                                | Золото   | Срібло                                                        | Срібло   | Бронза                                                                      | Бронза   |
| ------------------------- | --------------------------------------------------------------------- | -------- | ------------------------------------------------------------- | -------- | --------------------------------------------------------------------------- | -------- |
| 100 метрів                | Чиді Імо Нігерія                                                      | 10,22    | Андрес Сімон Куба                                             | 10,28    | Лі Мак-Ніл США                                                              | 10,33    |
| 200 метрів                | Леандро Пеньяльвер Куба                                               | 20,57    | Етлі Махорн Канада                                            | 20,65    | Чхан Че Кін Південна Корея                                                  | 20,78    |
| 400 метрів                | Інносент Егбуніке Нігерія                                             | 45,10    | Роберто Ернандес Куба                                         | 45,41    | Сандей Уті Нігерія                                                          | 45,58    |
| 800 метрів                | Ришард Островський Польща                                             | 1,44,38  | Віктор Калінкін СРСР                                          | 1.45,21  | Джон Маршалл США                                                            | 1.45,32  |
| 1500 метрів               | Кріс Мак-Джордж Велика Британія                                       | 3.46,22  | Адам Діксон США                                               | 3.46,29  | Драган Здравкович Югославія                                                 | 3.46,78  |
| 5000 метрів               | Стефано Мей Італія                                                    | 13.56,48 | Кері Нельсон Канада                                           | 13.57,77 | Роб Лонерген Канада                                                         | 13.58,02 |
| 10000 метрів              | Кіт Брантлі США                                                       | 29.11,24 | Хесус Еррера Мексика                                          | 29.11,71 | Йонесіге Сюйті Японія                                                       | 29,11,73 |
| 110 метрів з бар'єрами    | Клітус Кларк США                                                      | 13,57    | Дьєрдь Бакош Угорщина                                         | 13,72    | Кіт Таллі США                                                               | 13,76    |
| 400 метрів з бар'єрами    | Тагір Земсков СРСР                                                    | 49,38    | Генрі Аміке Нігерія                                           | 49,70    | Рене Джеджемель Меледже Кот-д'Івуар                                         | 49,73    |
| 3000 метрів з перешкодами | Франко Боффі Італія                                                   | 8.28,75  | Едді Веддерберн Велика Британія                               | 8.28,90  | Ганс Кулеман Нідерланди                                                     | 8.32,19  |
| 4×100 метрів              | КубаРікардо Чакон Леандро Пеньяльвер Серхіо Кероль Андрес Сімон       | 38,76    | КанадаРік Джонс Майк Дваєр Сіпріан Енвеані Етлі Махорн        | 39,07    | СШАЛі Мак-Ніл Томас Джефферсон Кіт Таллі Майк Морріс Лоренцо Денієл (забіг) | 39,15    |
| 4×400 метрів              | КубаЛасаро Мартінес Леандро Пеньяльвер Роберто Рамос Роберто Ернандес | 3,02,20  | СРСРТагір Земсков Сергій Куцебо Євген Ломтєв Володимир Просін | 3,02,66  | СШАКларенс Денієл Лерой Дікссон Дейл Лаверті Седрік Вонс                    | 3,02,68  |
| Марафон                   | Орландо Піццолято Італія                                              | 2:20.06  | Сальваторе Нікозія Італія                                     | 2:21.09  | Пол Гомперс США                                                             | 2:21.40  |
| Ходьба 20 кілометрів      | Віктор Мостовик СРСР                                                  | 1:25.52  | Андрій Перлов СРСР                                            | 1:25.52  | Гійом Леблан Канада                                                         | 1:26.22  |
| Стрибки у висоту          | Ігор Паклін СРСР                                                      | 2,41 WR  | Франсіско Сентельес Куба                                      | 2,31     | Герд Нагель ФРН                                                             | 2,26     |
| Стрибки з жердиною        | Родіон Гатауллін СРСР                                                 | 5,75     | Філіпп Колле Франція                                          | 5,70     | Девід Вольц США                                                             | 5,60     |
| Стрибки в довжину         | Хайме Хефферсон Куба                                                  | 8,07     | Роберт Емміян СРСР                                            | 8,03     | Станіслав Яскулка Польща                                                    | 7,99     |
| Потрійний стрибок         | Чарльз Сімпкінс США                                                   | 17,86    | Олександр Яковлєв СРСР                                        | 17,43    | Джон Герберт Велика Британія                                                | 17,41    |
| Штовхання ядра            | Ремігіюс Махура Чехословаччина                                        | 21,13    | Алессандро Андрей Італія                                      | 20,85    | Венцислав Христов Болгарія                                                  | 19,90    |
| Метання диска             | Луїс Деліс Куба                                                       | 66,84    | Вацлавас Кидикас СРСР                                         | 63,12    | Хуан Мартінес Бріто Куба                                                    | 63,02    |
| Метання молота            | Гайнц Вайс ФРН                                                        | 76,00    | Лучо Серрані Італія                                           | 74,08    | Ігор Нікулін СРСР                                                           | 74,04    |
| Метання списа             | Думітру Негойце Румунія                                               | 84,62    | Вольфрам Гамбке ФРН                                           | 84,46    | Жан-Поль Лакаф'я Франція                                                    | 82,96    |
| Десятиборство             | Майк Рамос США                                                        | 8071     | Вальтер Кюльвет СРСР                                          | 7971     | Міхаель Нойгебауер ФРН                                                      | 7895     |

### Жінки
| Дисципліни             | Золото                                                                  | Золото   | Срібло                                                             | Срібло   | Бронза                                                              | Бронза   |
| ---------------------- | ----------------------------------------------------------------------- | -------- | ------------------------------------------------------------------ | -------- | ------------------------------------------------------------------- | -------- |
| 100 метрів             | Ірина Слюсар СРСР                                                       | 11,22    | Анелія Нунєва Болгарія                                             | 11,29    | Ґрейс Джексон Ямайка                                                | 11,35    |
| 200 метрів             | Ґрейс Джексон Ямайка                                                    | 22,59    | Ельжбета Томчак Польща                                             | 22,76    | Ірина Слюсар СРСР                                                   | 22,86    |
| 400 метрів             | Тетяна Алексеєва СРСР                                                   | 51,49    | Ана Фіделія Кірот Куба                                             | 52,10    | Садія Шовунмі Нігерія                                               | 52,78    |
| 800 метрів             | Надія Лобойко СРСР                                                      | 1.58,59  | Крістьяна Кожокару Румунія                                         | 1.59,09  | Ана Фіделія Кірот Куба                                              | 1.59,77  |
| 1500 метрів            | Світлана Кітова СРСР                                                    | 4.07,12  | Маргарета Кесег Румунія                                            | 4,07,55  | Дарлін Бекфорд США                                                  | 4.08,84  |
| 3000 метрів            | Кеті Бранта США                                                         | 9.02,75  | Кеті Гейз США                                                      | 9.02,92  | Анджела Чалмерс Канада                                              | 9.03,19  |
| 10000 метрів           | Марина Родченкова СРСР                                                  | 32.58,45 | Світлана Гуськова СРСР                                             | 32.59,24 | Кірстен О'Хара США                                                  | 33.05,84 |
| 100 метрів з бар'єрами | Гінка Загорчева Болгарія                                                | 12,71    | Надія Коршунова СРСР                                               | 12,87    | Анн Пікеро Франція                                                  | 12,96    |
| 400 метрів з бар'єрами | Маргарита Навіцкайте СРСР                                               | 55,33    | Крістьяна Кожокару Румунія                                         | 55,44    | Наваль ель Мутавакель Марокко                                       | 55,59    |
| 4×100 метрів           | СШАКатрін Воллес Мішель Фінн Бренда Клієтт Гвен Торренс                 | 43,29    | СРСРНадія Коршунова Марина Молокова Ірина Слюсар Олена Виноградова | 43,43    | БолгаріяСілівія Христова Анелія Нунєва Пепа Павлова Гінка Загорчева | 43,57    |
| 4×400 метрів           | СРСРМаргарита Навіцкайте Надія Звягінцева Олена Корбан Тетяна Алексеєва | 3.25,96  | КанадаЧармейн Крукс Есмі Лоуренс Каміль Като Моллі Кіллінгбек      | 3.29,06  | СШАСьюзан Шурр Шерон Дебні Таня Мак-Інтош Джоетта Кларк             | 3.30,41  |
| Ходьба 5000 метрів     | Олександра Григор'єва СРСР                                              | 22.21,10 | Янь Хун КНР                                                        | 22.25,77 | Наталія Сербіненко СРСР                                             | 22.27,21 |
| Марафон                | Фукао Мамі Японія                                                       | 2:44.55  | Патті Грей США                                                     | 2:46.20  | Сільві Борне Франція                                                | 2:48.11  |
| Стрибки у висоту       | Сільвія Коста Куба                                                      | 2,01     | Людмила Петрусь СРСР                                               | 1,93     | Данута Булковська Польща                                            | 1,91     |
| Стрибки в довжину      | Ірина Валюкевич СРСР                                                    | 7,04     | Сільвія Христова Болгарія                                          | 6,62     | Марієта Ілку Румунія                                                | 6,61     |
| Штовхання ядра         | Наталія Лісовська СРСР                                                  | 20,47    | Ян Яньцинь КНР                                                     | 17,79    | Рамона Пейгел США                                                   | 17,46    |
| Метання диска          | Маріца Мартен Куба                                                      | 66,66    | Цветанка Христова Болгарія                                         | 65,30    | Данієла Костьян Румунія                                             | 63,20    |
| Метання списа          | Івонн Леаль Куба                                                        | 71,82    | Беате Петерс ФРН                                                   | 63,70    | Марія Карідад Колон Куба                                            | 62,46    |
| Семиборство            | Малгожата Гузовська Польща                                              | 6616     | Лільяна Нестасе Румунія                                            | 6313     | Джуді Сімпсон Велика Британія                                       | 6045     |

## Медальний залік
| Місце               | Країна              | Золото | Срібло | Бронза | Загалом |
| ------------------- | ------------------- | ------ | ------ | ------ | ------- |
| 1                   | СРСР                | 14     | 11     | 3      | 28      |
| 2                   | Куба                | 7      | 4      | 3      | 14      |
| 3                   | США                 | 6      | 3      | 11     | 20      |
| 4                   | Італія              | 3      | 3      | 0      | 6       |
| 5                   | Болгарія            | 2      | 3      | 2      | 7       |
| 6                   | Нігерія             | 2      | 1      | 2      | 5       |
| 6                   | Польща              | 2      | 1      | 2      | 5       |
| 8                   | Румунія             | 1      | 4      | 2      | 7       |
| 9                   | ФРН                 | 1      | 2      | 2      | 5       |
| 10                  | Велика Британія     | 1      | 1      | 2      | 4       |
| 11                  | Ямайка              | 1      | 0      | 1      | 2       |
| 11                  | Японія              | 1      | 0      | 1      | 2       |
| 13                  | Чехословаччина      | 1      | 0      | 0      | 1       |
| 14                  | Канада              | 0      | 4      | 3      | 7       |
| 15                  | КНР                 | 0      | 2      | 0      | 2       |
| 16                  | Франція             | 0      | 1      | 3      | 4       |
| 17                  | Мексика             | 0      | 1      | 0      | 1       |
| 17                  | Угорщина            | 0      | 1      | 0      | 1       |
| 19                  | Югославія           | 0      | 0      | 1      | 1       |
| 19                  | Кот-д'Івуар         | 0      | 0      | 1      | 1       |
| 19                  | Марокко             | 0      | 0      | 1      | 1       |
| 19                  | Нідерланди          | 0      | 0      | 1      | 1       |
| 19                  | Південна Корея      | 0      | 0      | 1      | 1       |
| Загалом (23 збірні) | Загалом (23 збірні) | 42     | 42     | 42     | 126     |

## Виступ українців
| Чоловіки (5) | Чоловіки (5)      | Чоловіки (5) | Чоловіки (5)         |
| Місце        | Атлет             | Дисципліна   | Результат            |
| ------------ | ----------------- | ------------ | -------------------- |
| 2            | Олександр Яковлєв | потрійний    | 17,43                |
|              | Анатолій Легеда   | 1500 м       | 3.46,79 (3.43,46)[a] |
|              | Ігор Григораш     | молот        | 72,38                |
|              | Олександр Котович | висота       | 2,26                 |
|              | Сергій Процишин   | ходьба 20 км | 1:26.04              |

| Жінки (4) | Жінки (4)          | Жінки (4)     | Жінки (4)        |
| Місце     | Атлетка            | Дисципліна    | Результат        |
| --------- | ------------------ | ------------- | ---------------- |
| 1         | Ірина Слюсар       | 100 м         | 11,22 (11,11)[a] |
| 2         | Надія Коршунова    | 100 м з/б     | 12,87            |
| 2         | Ірина Слюсар       | 4×100 м       | 43,43            |
| 2         | Надія Коршунова    | 4×100 м       | 43,43            |
| 3         | Ірина Слюсар       | 200 м         | 22,86 (22,59)[a] |
| 3         | Наталія Сербіненко | ходьба 5000 м | 22.27,21         |
|           | Наталія Григор'єва | 100 м з/б     | 13,04 (12,99)[a] |

a  У дужках вказаний кращий результат, показаний у попередньому забігу.